# Samigina

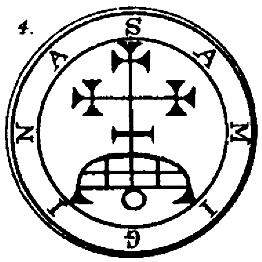
En demonología, Samigina o Gamigin es un gran marqués de la primera orden del infierno.

En demonología, Samigina (también conocida como Gamigin, Gamygin o Gamigm) es una gran marquesa de la primera orden del infierno. Aparece en la forma de un pequeño caballo o asno y luego en forma humana corpulenta cuando se lo ordena quien lo invoca. Habla con voz ronca. Gobierna sobre treinta legiones infernales. 
Enseña todas las ciencias liberales. A pesar de ser buena profesora de humanidades, Samigina raramente es convocada para tal propósito. Es otro poder por el cual es buscado – un poder que otros pocos demonios son bien capaces o dispuestos a compartir: Samigina puede decir al invocador el estado de los que han muerto y pasado a otro plano de la existencia y da cuenta de las almas que murieron en pecado.
Según la organización Joy of Satan tiene el cabello largo y negro con ojos oscuros muy penetrantes y un par de alas bronceadas

## En la cultura popular
- Samigina es el nombre de una especie de demonios en la franquicia Dragon Quest. Una de sus variantes es llamada Gamigin.
- Una Carta de Monstruo del juego de cartas coleccionables Yu-Gi-Oh! publicado por Konami recibe el nombre original de "Dios Rugido de Demonio Gamygin".[1]